# Айкава Йошісуке
Йоші́суке Айка́ва (яп. 【鮎川義介】, あゆかわよしすけ; 6 листопада 1880 — 13 лютого 1967) — японський підприємець і політичний діяч. Уродженець Ямаґуті. Випускник Токійського університету. Засновник і директор концерну «Ніссан», керівник Товариства розвитку важкої промисловості Маньчжурії. Депутат японського Парламенту (1943—1945, 1953— 1959).

## Короткі відомості
Народився 6 листопада 1880 року в селі Оучі префектури Ямаґуті. Закінчив Токійський університет (1903). В молодості працював механіком заводу Шібаура, майбутьної корпорації Тошіба. Згодом відвідав США, де вивчав гартування металу і техніку ливарного виробництва.
Повернувшись до Японії заснував за підтримки Іноуе Каору акціонерне товариство «Ливарня Тобата», майбутній Ніссан. 1928 року зайняв пост директора металургійної компанії «Кухара» і перейменував її на «Ніппон санґьо». Протягом наступних років поглинув багато дрібних і середніх підприємств, створивши «концерн Ніссан». 1937 року виїхав до Маньчжурії, де перейменував підприємство «Ніссан» на акціонерне товариство розвитку важкої промисловості Маньчжурії. Після повернення на батьківщину працював радником в уряді Тоджьо Хідекі. Згідно з Імператорським наказом став депутатом Палати перів Імперського парламенту Японії (14 січня 1943 — 15 грудня 1945).
Після поразки Японії у Другій світовій війні був ув'язнений американською окупаційною владою за звинуваченнями у «воєнних злочинах високої тяжкості ступеня А». Після звільнення обраний депутатом Палати радників японського Парламенту (3 травня 1953 — 29 грудня 1959).
Помер 13 лютого 1967 року в Токіо.